# Съянова, Елена
Еле́на Съя́нова (псевдоним, настоящее имя — Еле́на Евге́ньевна Тере́нтьева) — российская писательница, сценаристка и педагог, журналистка, радиоведущая.

## Биография
Родилась в городе Москва 16 августа 1965 г. Окончила Московский государственный педагогический институт иностранных языков им. Мориса Тореза. По специальностям преподаватель и переводчик. Преподавала английский язык в МИСИ им. Куйбышева. Владеет английским, испанским, французским, немецким, итальянским и латинским языками.
Окончила курсы сценаристов при Министерстве культуры РСФСР. Автор сценариев ряда документальных фильмов.

Елена Съянова

Свой псевдоним — Съянова — взяла в память о подмосковной деревне Старое Съяново.
Написала серию исторических романов о нацистской Германии. Участница международных книжных выставок в Москве, Лейпциге, Праге, Риге. Является членом Союза писателей Москвы.
Автор и ведущая передач на историческую тематику на радиостанции «Эхо Москвы», автор передачи «Маленькие трагедии великих потрясений». Постоянный автор газет «Известия», «Аргументы недели», «Московские новости», журналов «Знание — сила», «Дилетант», «Кольцо А».

## Сценарии
1. 2008 — «Гиммлер. Апостол дьявола» (документальный)
2. 2008 — «Телевидение для Гитлера. Неудавшийся эксперимент» (документальный)
3. 2008 — «Атлантида. Незаконченный эксперимент» (научно-фантастический)
4. 2010 — «Покер-45. Сталин, Черчилль, Рузвельт» (двухсерийный художественно-документальный фильм)
5. 2011 — «Обменяли хулигана на Луиса Корвалана», телеканал Россия 1[2]

## Публицистика
- The New Times; статья «Взрыв в „Волчьем логове“»
- «Известия»; статья «Яков Петерс, которого мы не знаем»
- «Известия»; статья «Единственная любовь Фанни Каплан»
- «Наука Известия»; статья «9 тысяч лагерей уничтожения»
- «Номад»; статья «Почему они не удрали»
- [www.vlasti.net/news/44996 ВЛАСТИ.НЕТ; статья «Демография „тысячелетнего рейха“ и „Дети фюрера“»]
- «Наука Известия»; статья «Полное Господство над живым существом. Как посвящали в нацисты»
- «Известия»; статья «Сильный зверь азиатской породы»
- «Известия науки»; «Почему Сталин так и не встретился с Гитлером» (недоступная ссылка)
- «Наука Известия»; статья «Царский ящик»
- «Известия»; «Три капитуляции Третьего рейха»
- «Аргументы недели»; Путч в пивной
- «Огонёк»; Гитлер: жизнь после смерти
- «Московские новости»; «Сегодня герр Гитлер сильно кричал на кого-то. Когда я спросила, на кого, папа накричал на меня»

«Московские новости»; «Там, где печать свободна, не свободен никто»
«Московские новости»; «Герои и антигерои Третьего рейха»
- «Ежедневная газета Латвии»; интервью с Еленой Съяновой (недоступная ссылка)
- Газета «Вести», Израиль. Интервью Елены Съяновой: «Убеждена: за призывы к насилию, убийствам — намордник и в клетку!»
- Валерий Курносов, Сергей Нехамкин. Пароль для кинозвезды. История. Газета «Аргументы Недели», № 10 (13 июля 2006). — Была ли любимица Гитлера Ольга Чехова агентом Лубянки? Дата обращения: 13 июня 2013. Архивировано 13 июня 2013 года.
- Елена Съянова. Золото для дисколетов и Шамбалы. История. Газета «Аргументы Недели», № 6 (15 июня 2006). — Нацисты прятали его в секретных альпийских шахтах. Большинство этих шахт не обнаружено до сих пор. Дата обращения: 13 июня 2013. Архивировано 13 июня 2013 года.
- Елена Съянова. Другое дыхание. История. Газета «Аргументы Недели», № 24 (110) (10 июня 2008). Дата обращения: 13 июня 2013. Архивировано 13 июня 2013 года.
- Елена Съянова. Беглые Гитлеры. История. Газета «Аргументы Недели», № 24 (162) (18 июня 2009). — Трагедия или кормушка? Дата обращения: 13 июня 2013. Архивировано 13 июня 2013 года.
- Елена Съянова. Спор в студии НТВ. История. Газета «Аргументы Недели», № 33 (171) (20 августа 2009). — 70 лет назад был подписан «пакт Молотова – Риббентропа». Дата обращения: 13 июня 2013. Архивировано 13 июня 2013 года.
- Елена Съянова. Обменяли хулигана. История. Газета «Аргументы Недели», № 27 (268) (14 июля 2011). — Год назад умер Луис Корвалан. Дата обращения: 13 июня 2013. Архивировано 13 июня 2013 года.
- Елена Съянова. Орёл и две Екатерины. История. Газета «Аргументы Недели», № 5 (297) (9 февраля 2012). — К 200-летию войны 1812 года. Дата обращения: 13 июня 2013. Архивировано 13 июня 2013 года.
- Елена Съянова. Фаворит Фортуны. История. Газета «Аргументы Недели», № 5 (297) (15 ноября 2012). — Кое-что об Иване Шувалове, основавшем Московский университет. Дата обращения: 13 июня 2013. Архивировано 13 июня 2013 года.
- См. также остальные публикации Елены Съяновой на сайте «Народный политолог» (недоступная ссылка)
- Колумнист газеты «Московские новости»

### Прямые эфиры с Еленой Съяновой
- А также архив передач «Цена Победы», «Не так»
- Круглый стол в РИА Новости. Павел Первый
- Эхо Москвы. Программа «Не так»: Конрад Аденауэр: «Цена поражения» (недоступная ссылка)